# خورن لوونیان
خورن آرمنی لوونیان (ارمنی: Խորեն Արմենի Լևոնյան؛ زادهٔ ۱۶ سپتامبر ۱۹۸۳) مجری و بازیگر اهل ارمنستان است.

## زندگی‌نامه
لوونیان از ۲۰۰۱ تا ۲۰۰۵ در دپارتمان بازیگری انستیتو دولتی سینما و تئاتر ایروان تحصیل نموده‌است. وی نوه خورن آبراهامیان می‌باشد. وی برندهٔ جوایزی همچون هنرمند افتخاری جمهوری ارمنستان، مدال گارگین نژده و مدال موسس خورناتسی شده‌است.

## گزیده فیلمشناسی
از فیلم‌ها یا برنامه‌های تلویزیونی که وی در آن نقش داشته‌است می‌توان به سه هفته در ایروان، مسیر رؤیایی ما، ترانه نخستین عشق و ) اشاره کرد.